# Argyractis paulalis
Argyractis paulalis là một loài bướm đêm trong họ Crambidae.